# Brancepeth
Brancepeth – wieś i civil parish w Anglii, w hrabstwie Durham. Leży 7 km na południowy zachód od miasta Durham i 373 km na północ od Londynu. W 2011 roku civil parish liczyła 414 mieszkańców.